# Ope
Pour l’article homonyme, voir OPE.
Ope est une localité de Suède située dans la commune d'Östersund du comté de Jämtland. Elle couvre une superficie de 0,85 km2. En 2010, elle compte 453 habitants.